# Arcen en Velden
Arcen en Velden, 2010 bij Venlo uitspraakⓘ is een voormalige gemeente in Nederlands Limburg. De gemeente telde 8681 inwoners (nov. 2009, bron: CBS) en had een oppervlakte van 42,03 km² (waarvan 1,07 km² water). Sinds 1 januari 2010 is Arcen en Velden gefuseerd met, en een stadsdeel van, de gemeente Venlo.

## Kernen
| Arcen - Arcen - Lingsfort - Brandemolen - Veld | Lomm - Lomm - Hanik - De Voort - Spikweien | Velden - Velden - Schandelo - Het Vorst - Hasselt - De Krosselt - Vilgert - Hasselderheide - Bong - Vogelbuurt - Solingerhof |

## Geschiedenis
De voormalige gemeente heeft tijdens diverse opgravingen circa 180 vondsten opgeleverd. Op één plek is een vondst uit het middenpaleolithicum, 24 vindplaatsten betreffen vondsten uit het mesolithicum, 37 vondsten stammen uit het neolithicum, 6 uit de bronstijd, 19 vondsten uit de ijzertijd, 56 vondsten dateren van de Romeinse tijd, en 21 vondsten zijn gedateerd in de vroege middeleeuwen. Dit wil zeggen dat er 200.000 tot 300.000 jaar geleden al menselijke activiteit in het gebied was.

### Oudheid
Uit het laatste deel van het stenen tijdperk stammen enkele graven, welke zich bevinden op het landgoed De Hamert ten noorden van Arcen. In Velden is een vuursteenafslag gevonden, en in Hanik en Schandelo werden stenen vuurbijlen gevonden. Verder vond men in Velden grafvelden uit de late brontijd en vroege ijzertijd, met resten van urnen. Op de grens van Lomm en Velden werden eveneens scherven van een urn uit de brons- of ijzertijd gevonden. In de Vilgert werden sporen van boerderijen en een deel van een grafveld uit de late bronstijd of vroege ijzertijd aangetroffen.

### Romeinse tijd
Uit de Romeinse tijd zijn resten van twee villa's aangetroffen. Ook zijn er vondsten gedaan die wijzen op ijzeroerverwerking of ijzerproductie. Daarnaast vond men her en der verspreid een aantal aardewerkscherven, gebruiksvoorwerpen en dakpannen. In Lomm zijn bij de aanleg van een hoogwatergeul onder andere een grafveld met circa vijftig graven en een bronzen fibula gevonden, alsmede glazen armbanden en urnen.

### Middeleeuwen
Uit de middeleeuwen zijn weinig vondsten bekend. Waarschijnlijk waren de meeste bewoners aan het einde van de Romeinse tijd of in de vroege middeleeuwen weggetrokken. In 2010 zijn aan de wal in Arcen wel sporen van de oudste bewoning aan de Maas op deze plek gevonden, waaronder restanten van de voorganger(s) van het huidige Kasteel Arcen (Alde Huys, Nije Huys en Den Kamp).
De gemeenten Arcen en Velden behoorden bij het Overkwartier van Gelre of Spaans Opper-Gelre. Tijdens de Spaanse Successieoorlog werd het gebied door Pruisische troepen bezet, en zo bleef het als deel van Pruisisch Opper-Gelre ongeveer een eeuw lang Duits (tot 1814).
Ook werd er in Arcen, Lomm en Velden op meerdere plaatsen tol geheven, zowel over de Maas als over de weg. Enkele honderden meters van het veer van Arcen naar Broekhuizen was er een tolheffing. Tussen De Voort en Hasselt lag eveneens een tol, net als zuidelijk van Hasselt. Deze tolplaatsen staan afgebeeld op kaarten van 1837-1844. Vanaf 1851 werd tol geheven op de weg naar Walbeck/Straelen. De tollen werden in 1890 afgeschaft.

## Klimaat
Arcen en Velden heeft in de zomerperiode voortdurend te maken met hoge temperaturen. Er bevindt zich een meetstation van het KNMI, dat regelmatig de hoogste temperatuur meet. Op 19 juli 2006 werd er een maximumtemperatuur van 36,9 graden Celsius genoteerd. Arcen en Velden evenaarde daarmee het vorige landelijke record.

### Hitterecords
- 21 juli 1995 - 35,9 °C
- 20 juni 2000 - 34,6 °C
- 7 augustus 2003 - 37,8 °C
- 9 juli 2010 - 36,2 °C
- 2 augustus 2013 - 36,9 °C
- 22 juni 2017 - 35,2 °C
- 26 juli 2018 - 38,2 °C
- 8 augustus 2020 - 37,0 °C

In de jaren 1995, 2000, 2003, 2010, 2013, 2017, 2018 en 2020 mat KNMI-meetstation Arcen de landelijk hoogste temperatuur.

## Natuur en landschap
Van zuid naar noord:
Velden ligt op de oostelijke Maasoever op een hoogte van circa 17 meter. Het dorp is van Venlo gescheiden door de A67. Direct ten noorden van deze snelweg ligt aam de oostzijde van het dorp de wijk Schandelo met het natuurgebied Zwarte Water met daarin de Venkoelen, een oude Maasmeander. De Stepkenbeek vormde vroeger de gemeentegrens ter hoogte van de Maas.
Lomm ligt op een Maasterras op een hoogte van ongeveer 17 meter. Westelijk van het dorp ligt een oude Maasmeander welke in het kader van het Zandmaas-project tot een hoogwatergeul werd aangelegd, om grootschalige overstromingen zoals in 1993 en 1995 te voorkomen. Ten zuiden en zuidwesten van het dorp stroomt de Haagbeek. Ter hoogte van Lomm ligt het natuurgebied Ravenvennen op het middenterras. Ten oosten daarvan, tegen de Duitse grens aan, ligt het vochtige natuurgebied Vreewater.
Arcen ligt op een hoogte van ongeveer 16 meter. Ten oosten van Arcen ligt een uitgestrekte bosgordel op rivierduin, met in het zuidoosten de Leeremarksche Heide. Hier ligt, van noord naar zuid, een reeks landgoederen, met onder andere Klein Vink. Verder naar het zuiden loopt ook de Lingsforterbeek. Aan de oostzijde liggen de Walbeckerheide en de Dorperheide, Uvelderheide en het Uvelderbos. Aan de noordoostzijde begint het Nationaal Park De Maasduinen dat zich in noordelijke richting verder uitstrekt.

## Economie
De economie van de voormalige gemeente richt zich voornamelijk op de toeristische sector, met Arcen als zwaartepunt - vanwege de Kasteeltuinen, het Thermaalbad en de Hertog Jan brouwerij. Daarnaast ligt in Lomm, aan de oostzijde van de Provinciale weg, het industrieterrein Spikweien. De economie van Velden typeert zich vooral door agrarische bedrijven.
Zowel Arcen als Velden had meerdere sigarenfabrieken, met namen als Cliff, Dr. Schaepman, Maasparel, en De Witte Raaf. De laatste sigarenfabriek sloot in 1979 haar deuren.

## Toerisme en bezienswaardigheden
- Bierfontein Velden
- Gekke Maondaag Velden
- Scrooge Festival
- Hertog Janbrouwerij
- Kasteeltuinen Arcen
- Thermaalbad Arcen
- Wymarse Molen met jeneverbranderij
- Restanten van Fort Hazenpoot, oftewel Fort Lingsfort aan de Fossa Eugeniana
- Mariakapel (Arcen)
- Sint-Annakapel (Arcen)
- Voormalige Raadhuis van Arcen en Velden
- Schanstoren van Arcen
- Nationaal Park De Maasduinen
- Zwarte Water
- Ravenvennen
- Vakantiepark Klein Vink
- Huis De Spyker

### Monumenten
- Lijst van rijksmonumenten in Arcen
- Monumenten in Lomm
- Lijst van rijksmonumenten in Velden
- Lijst van gemeentelijke monumenten in Venlo (gemeente), waaronder ook enkele gemeentelijke monumenten in Arcen, Lomm en Velden

## Religie
- Sint-Andreaskerk (Velden)
- Sint-Antoniuskerk (Lomm)
- Petrus en Pauluskerk (Arcen)

Ook had Arcen en Velden een klooster, welk inmiddels is verdwenen, te weten Barbara's Weerd

## Politiek

### Gemeenteraad
De gemeenteraad telde bij de laatste gemeenteraadsverkiezingen van de zelfstandige gemeente 13 zetels:
- CDA - 5 zetels
- PvdA/PK - 5 zetels
- VVD - 2 zetels
- LALV - 1 zetel

### Herindeling
In het kader van de gemeentelijke herindeling in Noord-Limburg hebben de gemeenteraden van Arcen en Velden en Venlo op 13 maart 2008 unaniem ingestemd met een fusie van beide gemeenten. Dit betekent dat de toenmalige gemeente Arcen en Velden per 1 januari 2010 is opgegaan in de gemeente Venlo.

## Stedenbanden
Arcen en Velden heeft sinds 1988/1990 een stedenband met het Duitse Salzhemmendorf.
Verder onderhield de voormalige gemeente eveneens officiële contacten met Geldern (jumelage 1964), Straelen (jumelage 1967) en Landeck (1974).

## Bekende personen uit Arcen en Velden
- Herman Bouwens
- Ger Koopmans
- Stan Valckx

## Varia
- In 1999 won de gemeente Arcen en Velden de titel Groenste dorp van Nederland van de organisatie "Entente Florale Nederland". Deze titel gaf het recht om deel te nemen aan de Europese eindronde. Hierbij behaalde de gemeente de tweede plaats, en ontving het een ereprijs.
- In 2009 schonk Kasteeltuinen Arcen een roos aan het gemeentebestuur en de inwoners van de gemeente, aan de vooravond van de herindeling met Venlo. Deze nieuwe oranje-rode roos werd ArLoVe gedoopt.